# Atletica leggera ai Giochi della XXX Olimpiade - Getto del peso femminile
Ai Giochi della XXX Olimpiade, la competizione del getto del peso femminile si è disputata il 6 agosto presso lo Stadio Olimpico di Londra. La medaglia d'oro è stata assegnata alla neozelandese Valerie Adams a seguito della squalifica per doping della bielorussa Nadzeja Astapčuk.

## Presenze ed assenze delle campionesse in carica
Per i campionati europei si considera l'edizione del 2010.
| Competizione         | Atleta             | Prestazione | Londra 2012 |
| -------------------- | ------------------ | ----------- | ----------- |
| Olimpiadi 2008       | Valerie Adams      | 20,56 m     | Presente    |
| Commonwealth 2010    | Valerie Adams      | 20,47 m     | Presente    |
| Europei 2010         | Anna Avdeyeva      | 19,39 m     | Presente    |
| Asiatici 2010        | Li Ling            | 19,94 m     | Presente    |
| Panamericani 2011    | Misleydis González | 18,57 m     | Presente    |
| Mondiali 2011        | Valerie Adams      | 21,24 m     | Presente    |
|                      |                    |             |             |
| Mondiali junior 2008 | Natalia Ducó       | 17,23 m     | Presente    |

## La gara
Il miglior lancio di qualificazione è dell'atleta bielorussa Nadzeja Astapčuk con 20,76. La finale si profila come uno scontro tra due fuoriclasse: la bielorussa e la neozelandese Valerie Adams.
La Adams esordisce con 20,61; ma dal secondo turno la rivale infila una serie di lanci oltre i 21 metri, che le consegnano la vittoria con un distacco di 66 cm sulla Adams. Al terzo posto si piazza la russa Evgenija Kolodko, che all'ultimo lancio sopravanza la cinese Gong Lijiao, che era stata virtualmente sul podio per tutta la durata della gara.
Il 13 agosto 2012 il CIO annunciò che Nadzeja Astapčuk era risultata positiva al metenolone, un abagente anabolizzante, sia in un test antidoping effettuato il giorno prima della gara sia nel test effettuato dopo la competizione. Astapčuk fu quindi squalificata e i suoi risultati annullati. La medaglia d'oro fu riassegnata a Valerie Adams, quella d'argento a Evgenija Kolodko e quella di bronzo a Gong Lijiao.
Il 20 agosto 2016 il CIO annunciò che Evgenija Kolodko aveva fallito un test antidoping durante i ritestaggi dei campioni dei giochi, effettuati nel corso del 2016, risultando positiva al turinabol e all'ipamorelin. I suoi risultati furono annullati e fu spogliata della medaglia d'argento. La riassegnazione delle medaglie deve ancora avvenire.

## Risultati

### Qualificazione
Lunedì 6 agosto, ore 10:45.
Si qualificano per la finale le concorrenti che ottengono una misura di almeno 18,90 m; in mancanza di 12 qualificate, accedono alla finale le concorrenti con le 12 migliori misure.
| Pos | Gruppo | Atleta                         | Paese             | 1ª prova | 2ª prova | 3ª prova | Misura  | Note                          |
| --- | ------ | ------------------------------ | ----------------- | -------- | -------- | -------- | ------- | ----------------------------- |
| dq  | A      | Nadzeja Astapčuk               | Bielorussia       | 20,76 m  | --       | --       | 20,76 m | Q                             |
| 1   | A      | Valerie Adams                  | Nuova Zelanda     | x        | 20,40 m  | --       | 20,40 m | Q                             |
| dq  | B      | Evgenija Kolodko               | Russia            | 19,31 m  | --       | --       | 19,31 m | Q                             |
| 2   | A      | Li Ling                        | Cina              | 18,86 m  | 19,23 m  | --       | 19,23 m | Q                             |
| 3   | B      | Gong Lijiao                    | Cina              | 19,11 m  | --       | --       | 19,11 m | Q                             |
| 4   | B      | Liu Xiangrong                  | Cina              | 18,87 m  | 18,96 m  | --       | 18,96 m | Q                             |
| 5   | B      | Irina Tarasova                 | Russia            | 18,55 m  | 18,59 m  | 18,76 m  | 18,76 m | q                             |
| 6   | A      | Michelle Carter                | Stati Uniti       | 18,27 m  | 18,63 m  | x        | 18,63 m | q                             |
| 7   | A      | Christina Schwanitz            | Germania          | 18,44 m  | 18,43 m  | 18,62 m  | 18,62 m | q                             |
| 8   | B      | Natallja Michnevič             | Bielorussia       | 18,60 m  | 18,12 m  | 18,30 m  | 18,60 m | q                             |
| 9   | B      | Geisa Arcanjo                  | Brasile           | x        | 18,47 m  | 18,33 m  | 18,47 m | q                             |
| 10  | B      | Natalia Duco                   | Cile              | 18,45 m  | 18,23 m  | 18,17 m  | 18,45 m | q                             |
| 11  | A      | Cleopatra Borel-Brown          | Trinidad e Tobago | 18,26 m  | 18,36 m  | 18,34 m  | 18,36 m |                               |
| 12  | B      | Nadine Kleinert                | Germania          | x        | 18,06 m  | 18,36 m  | 18,36 m |                               |
| 13  | A      | Chiara Rosa                    | Italia            | 17,91 m  | 18,14 m  | 18,30 m  | 18,30 m |                               |
| 14  | A      | Jillian Camarena-Williams      | Stati Uniti       | 18,22 m  | 17,99 m  | 17,51 m  | 18,22 m |                               |
| 15  | B      | Úrsula Ruiz                    | Spagna            | 17,99 m  | x        | x        | 17,99 m | Miglior prestazione personale |
| 16  | B      | Janina Karolchyk-Pravalinskaya | Bielorussia       | 17,68 m  | 17,87 m  | 17,69 m  | 17,87 m |                               |
| 17  | A      | Josephine Terlecki             | Germania          | 17,78 m  | x        | 17,73 m  | 17,78 m |                               |
| 18  | B      | Tia Brooks                     | Stati Uniti       | 17,21 m  | 17,72 m  | 17,29 m  | 17,72 m |                               |
| 19  | B      | Misleydis González             | Cuba              | 17,68 m  | 17,61 m  | 17,35 m  | 17,68 m |                               |
| 20  | A      | Leila Rajabi                   | Iran              | 17,17 m  | 17,55 m  | 17,42 m  | 17,55 m |                               |
| 21  | A      | Julie Labonté                  | Canada            | 17,48 m  | 17,32 m  | x        | 17,48 m |                               |
| 22  | A      | Anita Márton                   | Ungheria          | 16,29 m  | 17,04 m  | 17,48 m  | 17,48 m |                               |
| 23  | A      | Anna Avdeeva                   | Russia            | 17,47 m  | x        | x        | 17,47 m |                               |
| 24  | B      | Lin Chia-ying                  | Taipei cinese     | 16,74 m  | 17,43 m  | x        | 17,43 m | Record nazionale              |
| 25  | A      | Mailín Vargas                  | Cuba              | 16,76 m  | 16,64 m  | x        | 16,76 m |                               |
| 26  | A      | Sandra Lemos                   | Colombia          | 16,50 m  | 16,07 m  | x        | 16,50 m |                               |
| 27  | B      | Alexandra Fisher               | Kazakistan        | 15,84 m  | 16,16 m  | x        | 16,16 m |                               |
| 28  | B      | Ana Po'uhila                   | Tonga             | 15,80 m  | 15,75 m  | 15,11 m  | 15,80 m |                               |
| 29  | A      | Elena Smolyanova               | Uzbekistan        | 14,35 m  | 14,43 m  | -        | 14,43 m |                               |
|     | B      | Radoslava Mavrodieva           | Bulgaria          | x        | x        | x        | NM      |                               |

Legenda:
- X = Lancio nullo;
- Q = Qualificato direttamente;
- q = Ripescato;
- RN = Record nazionale;
- RP = Record personale;
- PS = Personale stagionale;
- NM = Nessun lancio valido;
- NE = Non è sceso in pedana.

### Finale
La finale si svolse venerdì 6 agosto a partire dalle ore 19:15 (UTC+1). Le migliori 8 classificate dopo i primi tre lanci poterono accedere ai tre lanci di finale per l'assegnazione delle medaglie.
| Migliore atleta in attività | 21,39       | Nadzeja Astapčuk | Presente |
| Primatista stagionale       | 21,39 (6/7) | Nadzeja Astapčuk | Presente |

1. ↑  Stabilita nell'anno in corso.
2. ↑  Alla data del 20 luglio 2012.

| Pos     | Atleta              | Età | Paese         | 1ª prova | 2ª prova | 3ª prova | 4ª prova | 5ª prova | 6ª prova | Misura  | Note                                     |
| ------- | ------------------- | --- | ------------- | -------- | -------- | -------- | -------- | -------- | -------- | ------- | ---------------------------------------- |
| Oro     | Valerie Adams       | 28  | Nuova Zelanda | 20,61 m  | x        | 20,70 m  | x        | x        | 20,24 m  | 20,70 m |                                          |
| Argento | Gong Lijiao         | 23  | Cina          | 20,13 m  | 19,67 m  | 19,91 m  | 19,76 m  | 20,22 m  | 20,00 m  | 20,22 m | Miglior prestazione personale stagionale |
| Bronzo  | Li Ling             | 27  | Cina          | 18,87 m  | 18,77 m  | 19,28 m  | x        | 19,63 m  | 19,58 m  | 19,63 m |                                          |
| 4       | Michelle Carter     | 27  | Stati Uniti   | 19,05 m  | 18,83 m  | 18,92 m  | 19,42 m  | 19,12 m  | 18,88 m  | 19,42 m |                                          |
| 5       | Liu Xiangrong       | 24  | Cina          | 19,18 m  | 18,88 m  | 18,74 m  | x        | 18,47 m  | 18,77 m  | 19,18 m |                                          |
| 6       | Geisa Arcanjo       | 21  | Brasile       | 18,27 m  | x        | 19,02 m  | x        | x        | 17,19 m  | 19,02 m | Miglior prestazione personale            |
| 7       | Irina Tarasova      | 25  | Russia        | 19,00 m  | 18,80 m  | x        | N.D.     | N.D.     | N.D.     | 19,00 m |                                          |
| 8       | Natalia Duco        | 23  | Cile          | 18,80 m  | 18,70 m  | 18,62 m  | N.D.     | N.D.     | N.D.     | 18,80 m | Record nazionale                         |
| 9       | Christina Schwanitz | 27  | Germania      | 18,20 m  | 18,47 m  | x        | N.D.     | N.D.     | N.D.     | 18,47 m |                                          |
| 10      | Natallja Michnevič  | 30  | Bielorussia   | 18,42 m  | x        | 18,27 m  | N.D.     | N.D.     | N.D.     | 18,42 m |                                          |
| -       | Evgenija Kolodko    |     | Russia        | 19,45 m  | 19,52 m  | x        | x        | x        | 20,48 m  | 20,48 m | Squal. (Doping)                          |
| -       | Nadzeja Astapčuk    |     | Bielorussia   | 20,01 m  | 21,31 m  | 21,36 m  | 21,15 m  | 21,32 m  | x        | 21,36 m | Squal. (Doping)                          |

Legenda:
- X = Lancio nullo;
- RO = Record olimpico;
- RN = Record nazionale;
- RP = Record personale;
- PS = Personale stagionale;
- Squal. = Squalificato
- NM = Nessun lancio valido;
- NE = Non è sceso in pedana.